# Patricia Rex
Tuagatagaloa Patricia Rex, née Tuagatagaloa Patricia Vatolo, est une femme politique niuéenne.

## Biographie
Née pendant la période d'administration coloniale de Niué par la Nouvelle-Zélande, elle épouse en 1941 Robert Rex, employé de l'administration coloniale, de mère autochtone et de père d'ascendance européenne. Le couple aura quatre enfants,. Pendant que son époux entre en politique et siège au Conseil de l'Île de Niué puis à l'Assemblée de l'Île de Niué dans le cadre de l'autonomisation politique progressive du territoire, Patricia Rex fonde sa propre entreprise commerciale en 1952.
Robert Rex est élu en 1966 chef des affaires du gouvernement. En 1972, le pays accède à l'autonomie politique, puis en 1974 à l'indépendance de facto avec un statut de libre association avec la Nouvelle-Zélande. Il devient alors le premier Premier ministre de Niué. Aux élections législatives de 1975, quatre membres de la famille Rex sont candidats : Patricia Rex se présente au scrutin national de même que son fils Robert Rex Junior et son beau-frère Leslie Rex, tandis que son époux Robert Rex se représente dans sa circonscription d'Alofi-sud. Les époux Rex sont tous deux élus députés, les deux autres candidats de leur famille étant battus. Cela fait de Patricia Rex l'une des deux premières femmes élues au Parlement de Niué, conjointement avec Lapati Paka.
Leur fils Robert Junior les rejoint au Parlement de Niué aux élections de 1978, et Robert Rex, toujours Premier ministre, le nomme ministre de la Santé, et de la Jeunesse et des Sports. Robert Rex est continuellement réélu Premier ministre jusqu'à sa mort en décembre 1992, tandis que Patricia Rex perd finalement son siège de députée aux élections de 1993, auxquelles Robert Junior est réélu député de justesse et auxquelles un autre de ses enfants, John Rex, est battu dans la circonscription d'Alofi-sud laissée vacante par la mort de Robert Rex,.
Faite compagnon de l'ordre du Service de la Reine (en) par la reine de Nouvelle-Zélande Élisabeth II en 1991, Lady Patricia Rex meurt à Niué le matin du 22 janvier 2004.